# エスピリトサント州

エスピリトサント州
Estado do Espírito Santo

エスピリトサント州（エスピリトサントしゅう、Estado do Espírito Santo [(e)sˈpiɾitu ˈsɐ̃tu] ( 音声ファイル)）は、ブラジルの東南に位置する州。
1535年にポルトガル人がこの地域に到達した。人口は383万3712人（2022年）。総面積は4万6074平方キロメートル。東で大西洋、南でリオデジャネイロ州、西でミナスジェライス州、北でバイーア州と接する。州庁所在地は、ヴィトーリア（Vitória）。州の略称は「ES」である。

## 歴史
ポルトガルの来航以前、エスピリト・サント州の地域にはインディジェナが住んでいた。一般的にそれらのインディジェナの種族らは半遊牧民だった。16世紀にポルトガルが植民地化して以降は、アフリカから連れてこられた奴隷の末裔やヨーロッパのさまざまの国からの移民がこれに加わった。

### 植民地時代
ポルトガルによる発見後まもなく、エスピリト・サントの地域はバスコ・コウティニョにカピタニアとして与えられた。1535年5月23日に、バスコ・コウティニョは60人の兵士や奴隷ら部下を引き連れ、領地に着いた。この日は聖霊降臨祭の日曜日でありエスピリト・サントの名はこれに由来する。このときのカピタニアの州都はヴィラ・ヴェリャだったが、インディジェナに頻繁に攻撃されたため、1551年9月8日にヴィラ・ヴェリャに近い島に新たな州都ヴィトーリアを設立した。
1556年以降は宣教師らが足を踏み入れ、それとともにセーラやノヴァ・アルメイダ、サンタ・クルス（アラクルス）などの都市が設立された。
1942年にはヴィトーリア・ミナス鉄道が完成して内陸のミナスジェライス州にあるイタビラ鉱山の鉄鉱石がヴィトーリアに運び込まれるようになり、1966年にはトゥバラン港が開港してリオドセ（現ヴァーレ）社の輸出港として発展した。

## 隣接州
- バイーア州
- リオデジャネイロ州
- ミナスジェライス州

## 主な都市
- ヴィトーリア
- セラ
- ヴィラ・ヴェーリャ
- カリアシカ
- グァラパリ
- カショエイロ・デ・イタペミリン
- ドミンゴス・マルチンス
- リニャレス
- アラクルス
- コラチナ
- サンマテウス

## 教育
- エスピリトサント連邦大学